# Jules Laurens

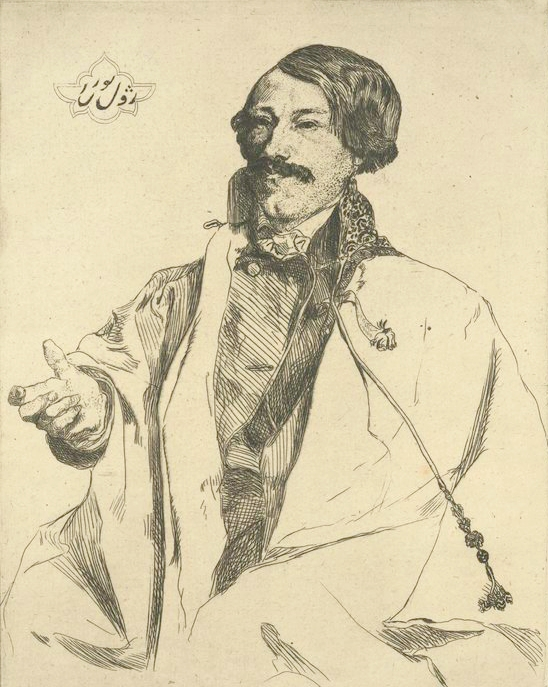
Jules Laurens, porträtiert von Felix Bracquemond

La mosquée bleue à Tauris, 1872

Jules Joseph Augustin Laurens (* 25. Juli 1825 zu Carpentras; † 5. Mai 1901 in Saint-Didier, Département Vaucluse) war ein französischer Maler, Radierer, Zeichner, Holzschneider und Schriftsteller.

## Leben und Werk
Laurens erhielt von seinem Bruder und dann von Paul Delaroche Unterricht und trat zuerst mit einigen Zeichnungen im Salon von 1840 auf. Von 1846 bis 1849 bereiste er in Gemeinschaft mit Xavier Hommaire de Hell die Türkei und Persien. Frucht dieser Expedition war die unter Hells Namen veröffentlichte Voyage en Turquie et en Perse (Paris 1854 bis 1860, vier Bände mit Atlas), worin die Illustrationen von Laurens herrühren. Er hat sich hauptsächlich auf Aquarelle und besonders auf Lithographien gelegt, deren er eine große Menge teils nach eignen Zeichnungen, teils nach denen französischer Maler geliefert hat; dieselben zeigen eine leichte, einfache Manier, Korrektheit und Breite der Zeichnung. Zu erwähnen sind 20 Blatt Ansichten aus den Vogesen nach Zeichnungen von Bellel (Les Vosges, mit Text von Théophile Gautier, 1860) und die Frauenköpfe in Soularys Album des dames (1864).